# Орехович, Василий Николаевич
Василий Николаевич Орехович (1905 — 1997) — советский учёный-биохимик, доктор медицинских наук (1941), академик АМН СССР (1953, член-корреспондент — с 1950).

## Биография
Родился 11 января 1905 года (по старому стилю в 1904 году) в селе Алешино Бронницкого уезда Московской губернии в семье рабочего. Был вторым из четырёх сыновей в семье. В 1910 году
семья переехала в станицу Боковскую на Дону, а в 1911 году Василий начал учиться в школе, которая находилась в соседней станице Вёшенской.
В 1927 окончил Северо-Кавказский университет в Ростове-на-Дону и остался в нём же преподавать. С 1930 года жил и работал в Москве — в аспирантуре Биологического института им. К. А. Тимирязева. Одновременно преподавал в Коммунистическом университете им. Я. М. Свердлова (1931—1935) и работал в Институте экспериментального морфогенеза Наркомпроса РСФСР (1931—1936). В 1936 году защитил кандидатскую диссертацию.
С 1937 года Орехович работал во Всесоюзном институте экспериментальной медицины, в 1941—1944 годах был заведующим отдела химии белков. В 1941 году защитил докторскую диссертацию на тему «Об особенностях белкового обмена тканей опухолей у животных в связи с различной восприимчивостью последних к злокачественным новообразованиям». В 1944—1948 годах — заместитель директора Института биологии и медицинской химии АМН СССР, в 1949—1989 годах — его директор; одновременно — заведующий отделом химии белков Института биоорганической химии АН СССР и заведующий кафедрой биохимии Центрального института усовершенствования врачей.
Был членом президиума Академии медицинских наук (1953—1956) и президиума Советского национального комитета по клинической химии, секретарём Отделения медико-биологических наук АМН (1956—1959) и вице-президентом АМН в 1960—1963 годах.
Жил в Москве на Беговой улице, 11 и в Карманицком переулке, 2/5. Первая жена Клавдия Дмитриевна Гусева, с которой у них был сын Владимир, прожили вместе 25 лет. Вторая жена Ирина Сергеевна Ильюшина, дочь авиаконструктора Ильюшина от первого брака.
Умер в 1997 году в Москве. Похоронен на Троекуровском кладбище.
В 1999 году имя В. Н. Ореховича было присвоено Институту химической биологии и фундаментальной медицины АМН России.

## Галерея
- Институт им.Ореховича В.Н.

## Награды
- Награждён орденом Ленина, двумя орденами Трудового Красного Знамени, двумя орденами «Знак Почёта», орденами Октябрьской Революции и Дружбы народов, а также медалями.[1]